# Штолльберг (район)
Штолльберг (нем. Stollberg) — бывший район в Германии.
Центр района — город Штольберг. Район входил в землю Саксония. Подчинён был административному округу Кемниц . Занимал площадь 266,49 км². Население 88 918 чел. Плотность населения 334 человек/км².
Официальный код района 14 1 88.
После 2008 года стал частью объединённого района Рудные Горы в новообразованном дирекционном округе Хемниц.
Район подразделялся на 15 общин.

## Города и общины
Города
1. Лугау (7 581)
2. Эльсниц (12 510)
3. Штольберг (12 602)
4. Тальхайм (7 393)
5. Цвёниц (11 657)

Объединения общин
Управление Ауэрбах
Управление Лугау (Эрцгебирге)
Управление Штольберг (Эрцгебирге)
Общины
1. Ауэрбах (2 951)
2. Буркхардтсдорф (6 878)
3. Эрльбах-Кирхберг (1 829)
4. Горнсдорф (2 258)
5. Хондорф (3 968)
6. Хормерсдорф (1 608)
7. Янсдорф (5 983)
8. Нойкирхен (7 369)
9. Нидердорф (1 374)
10. Нидервюршниц (2 957)